# Calicotome spinosa
Calicotome spinosa är en ärtväxtart som först beskrevs av Carl von Linné, och fick sitt nu gällande namn av Heinrich Friedrich Link. Calicotome spinosa ingår i släktet Calicotome och familjen ärtväxter.
Blomman är gul.

## Underarter
Arten delas in i följande underarter:
- C. s. ligustica
- C. s. spinosa

## Bildgalleri

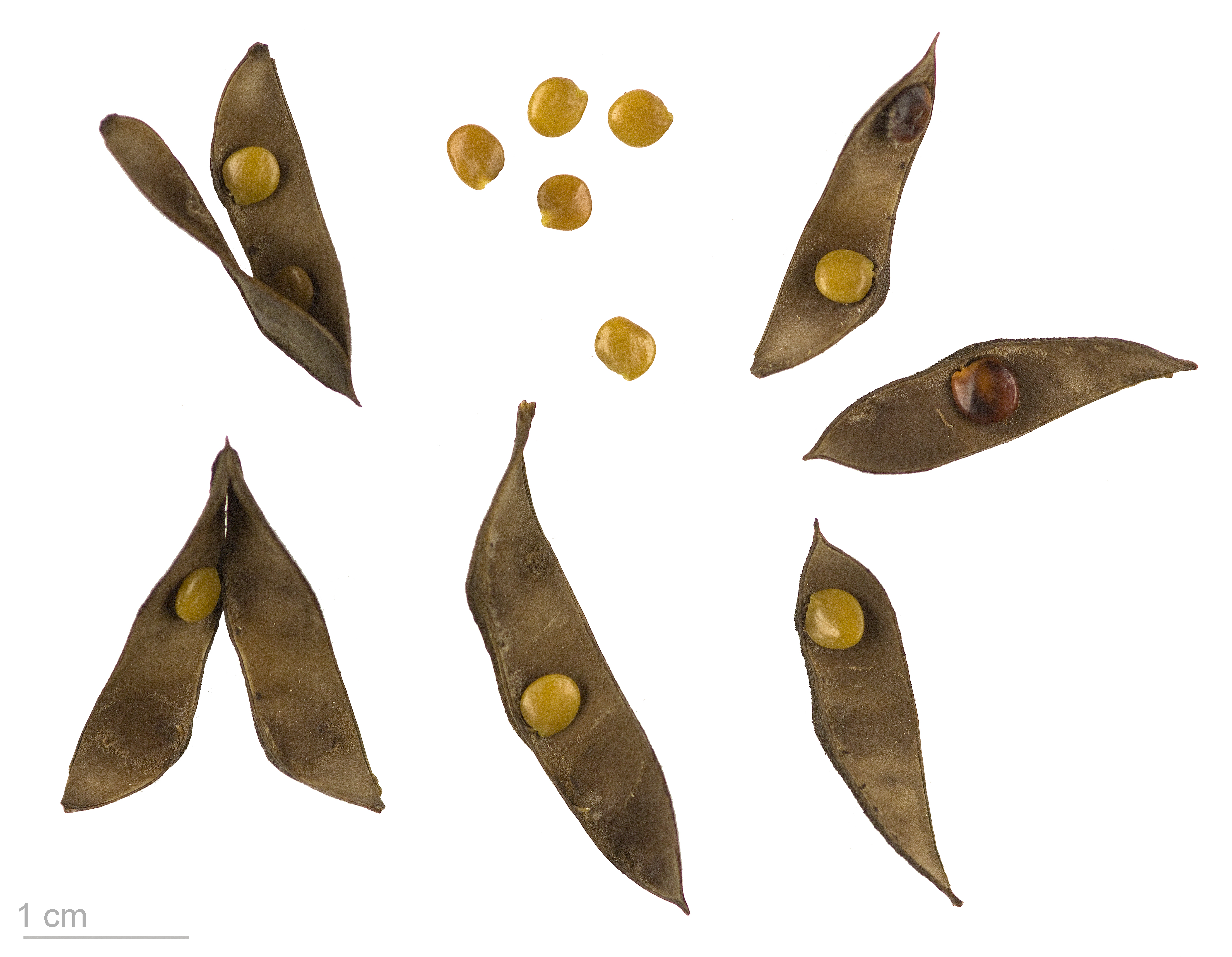
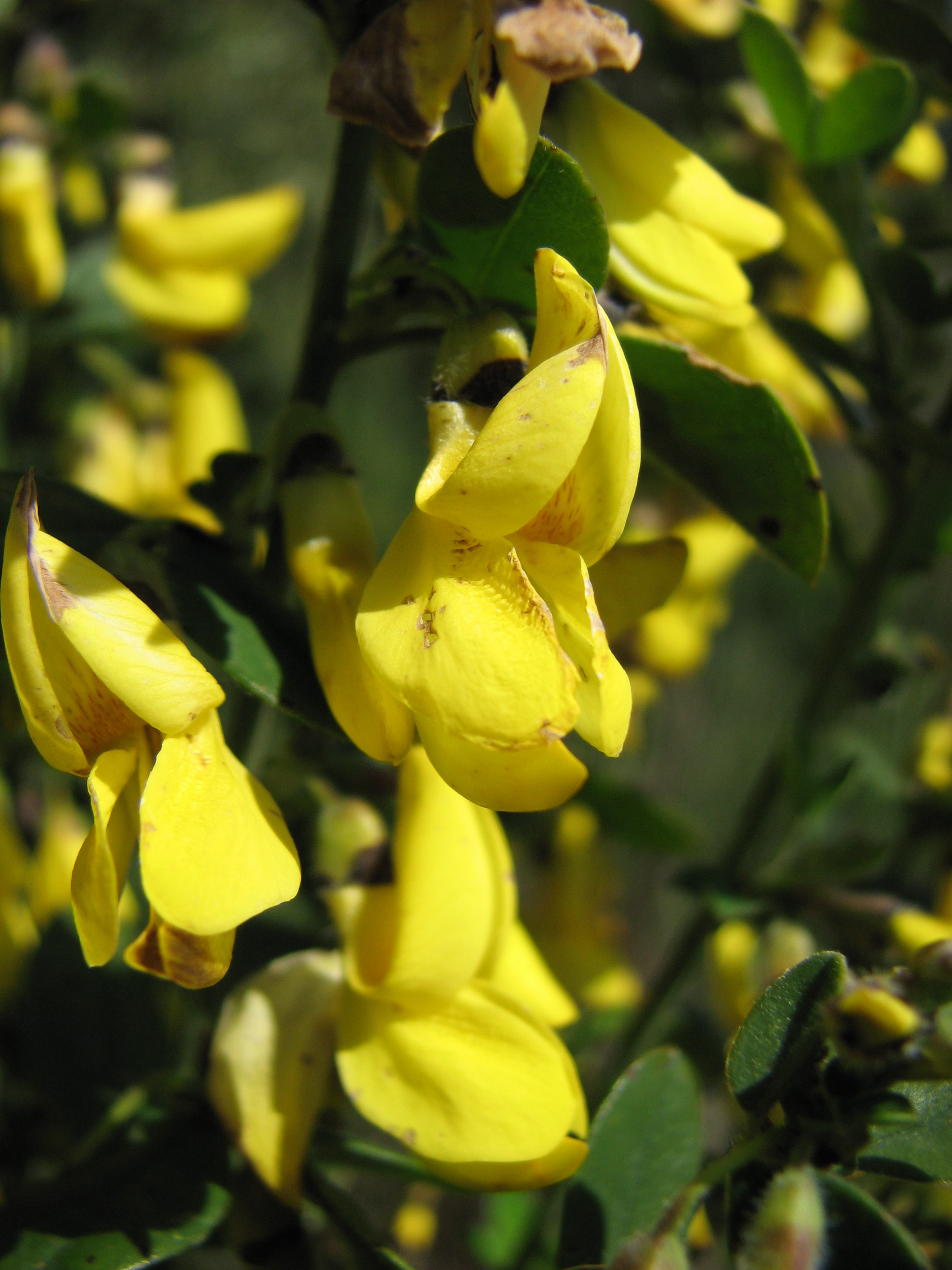
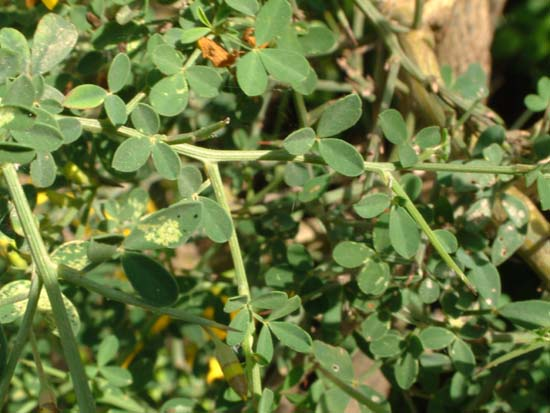
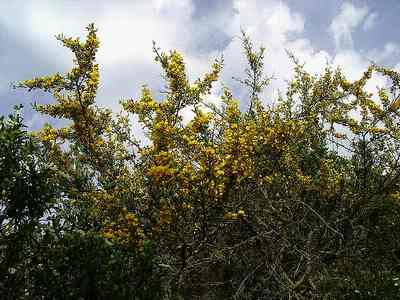
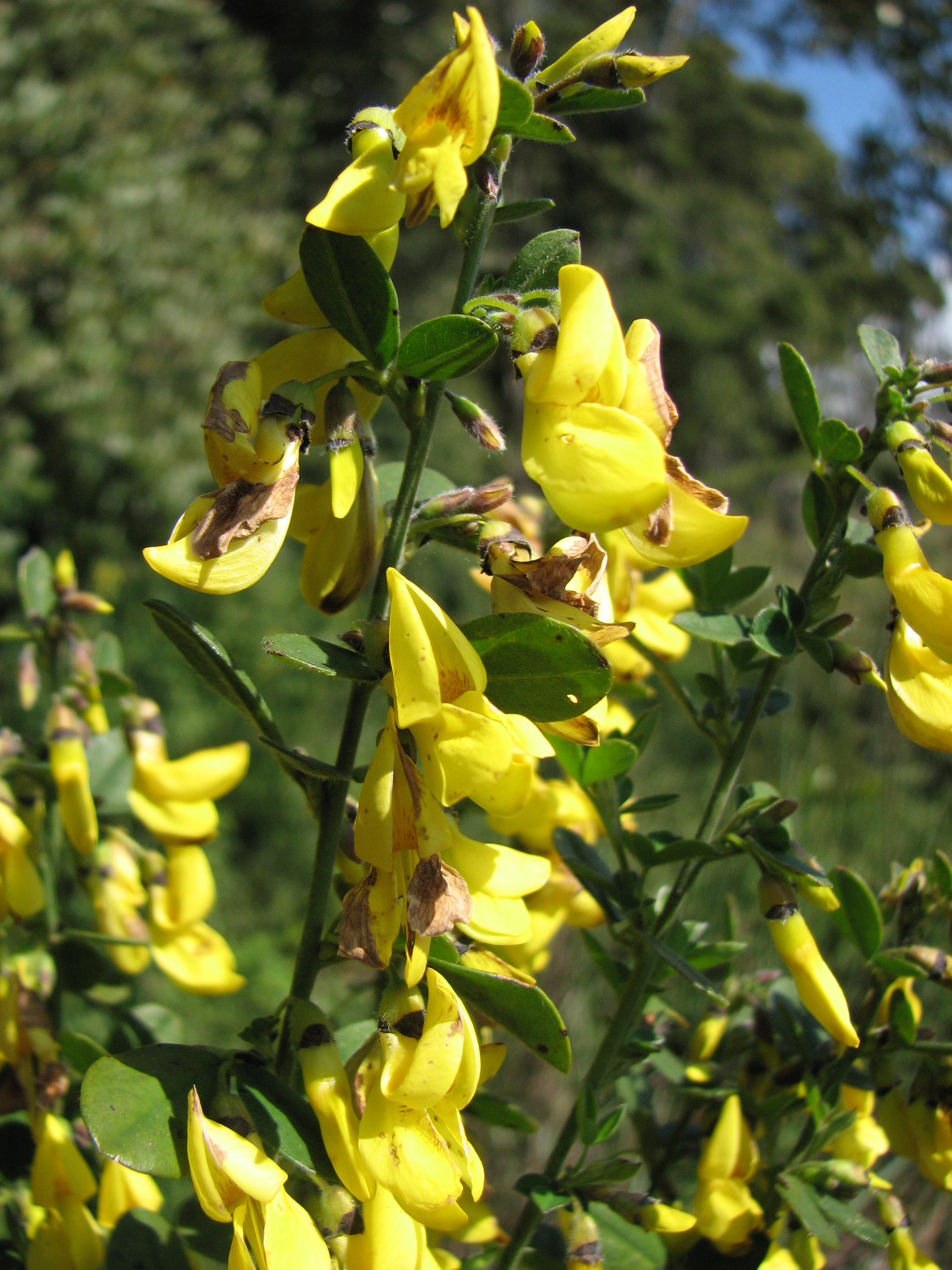
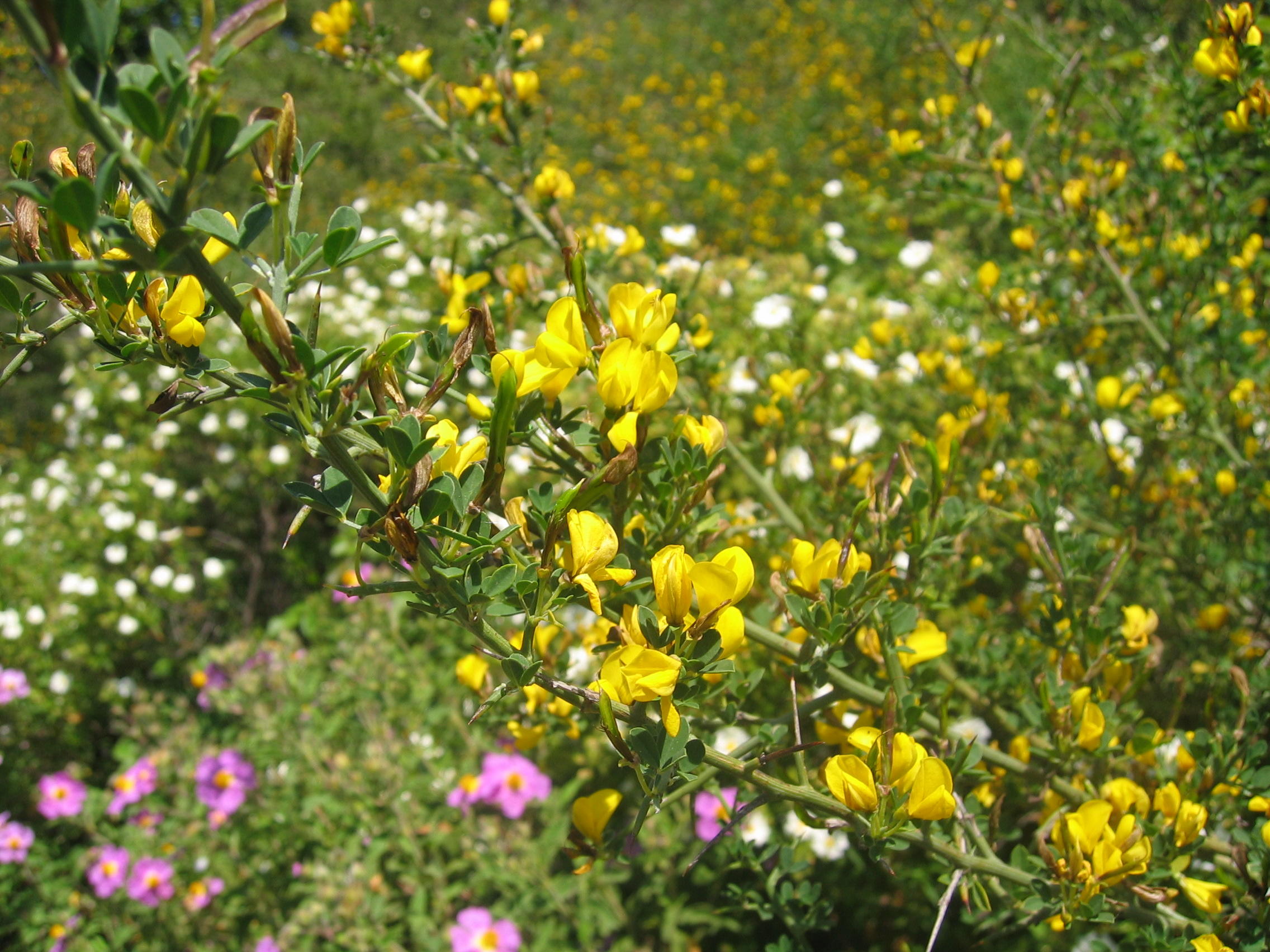